# Dag Hammarskjöldsleden
För vandringsleden med samma namn, se Dag Hammarskjöldsleden (vandringsled).

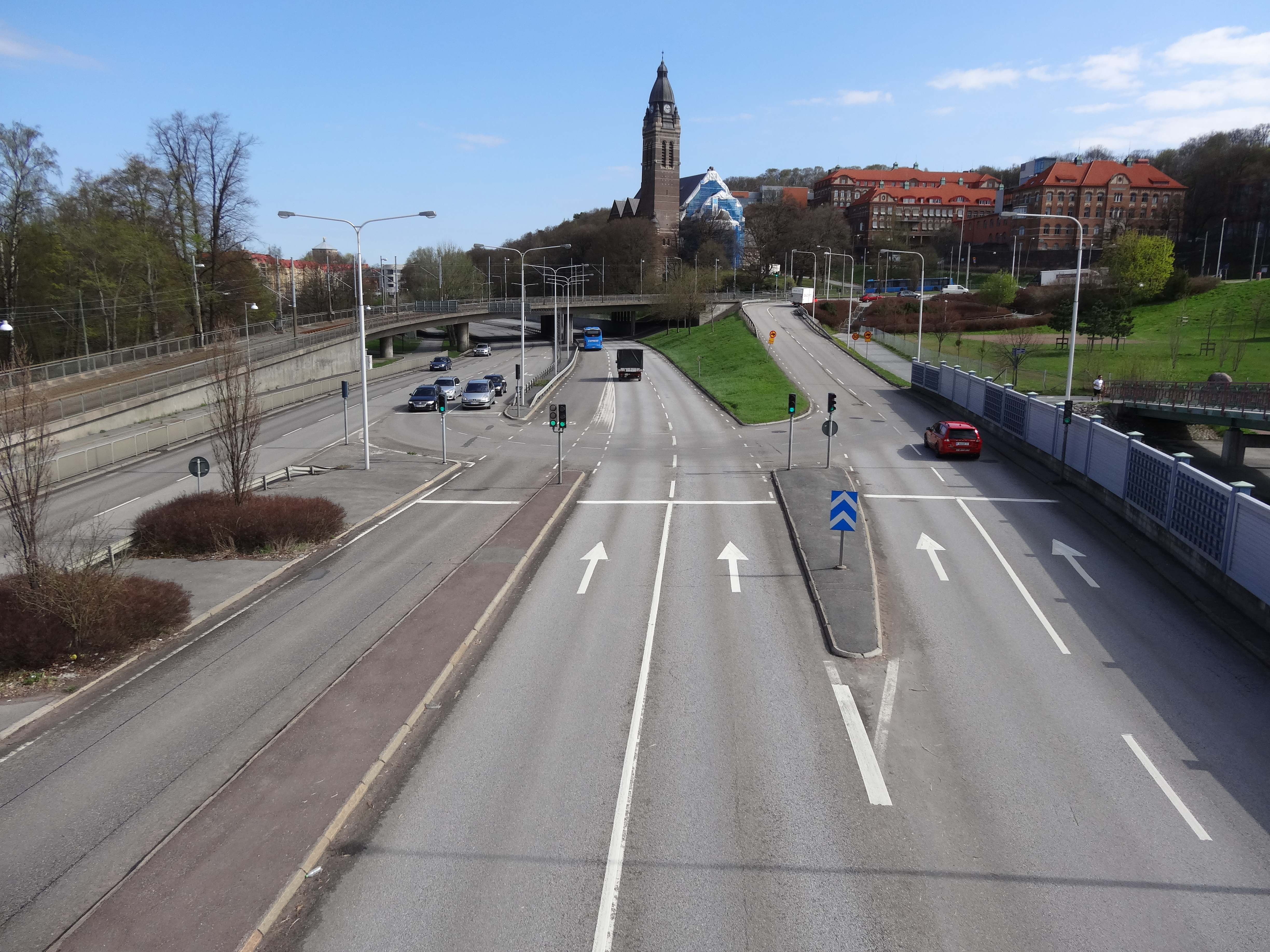
Dag Hammarskjöldsleden. Vy norrut mot Annedalsmotet från gångbron i höjd med Slottsskogen.

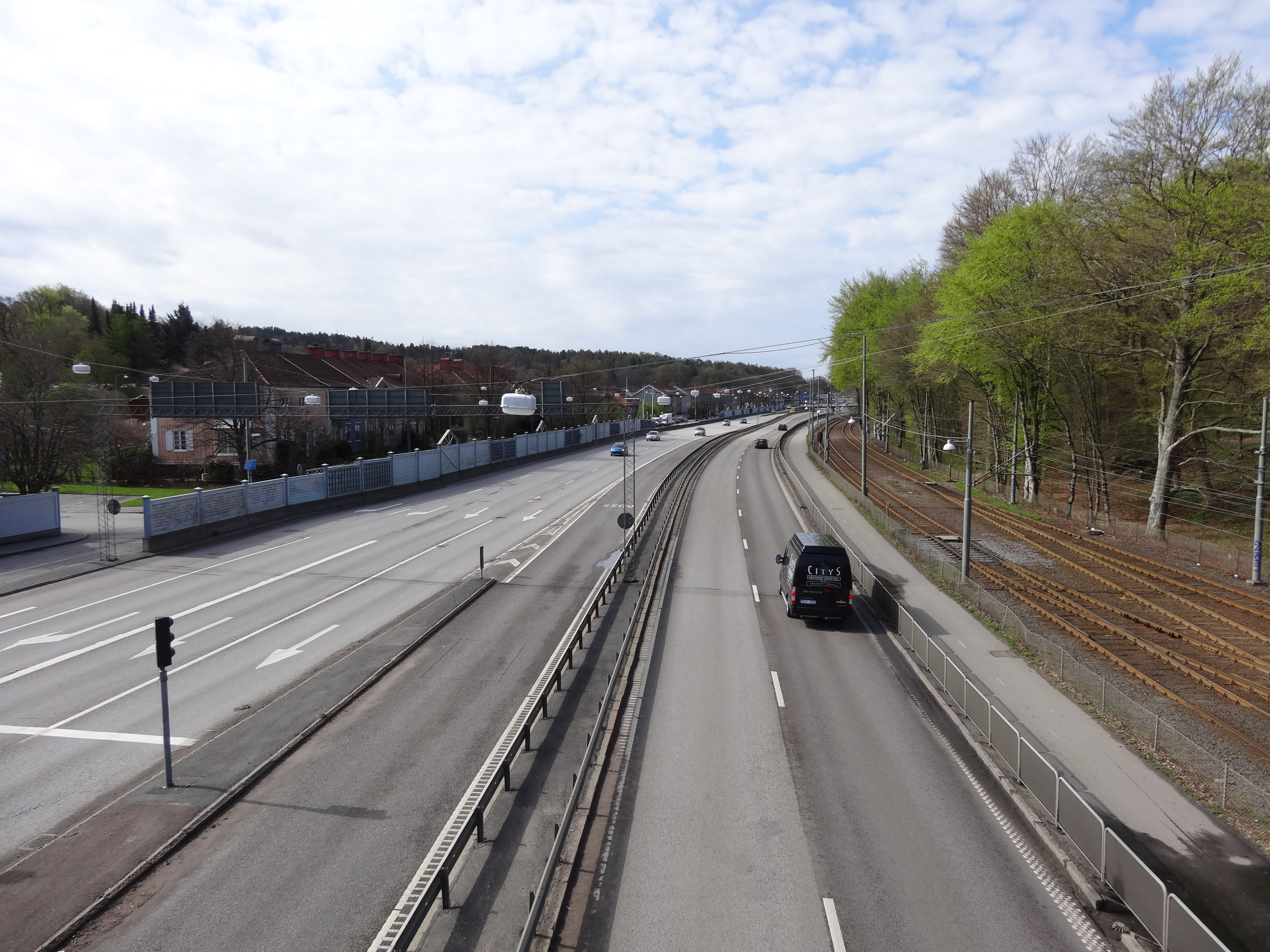
Vy söderut från gångbron i höjd med Slottsskogen.

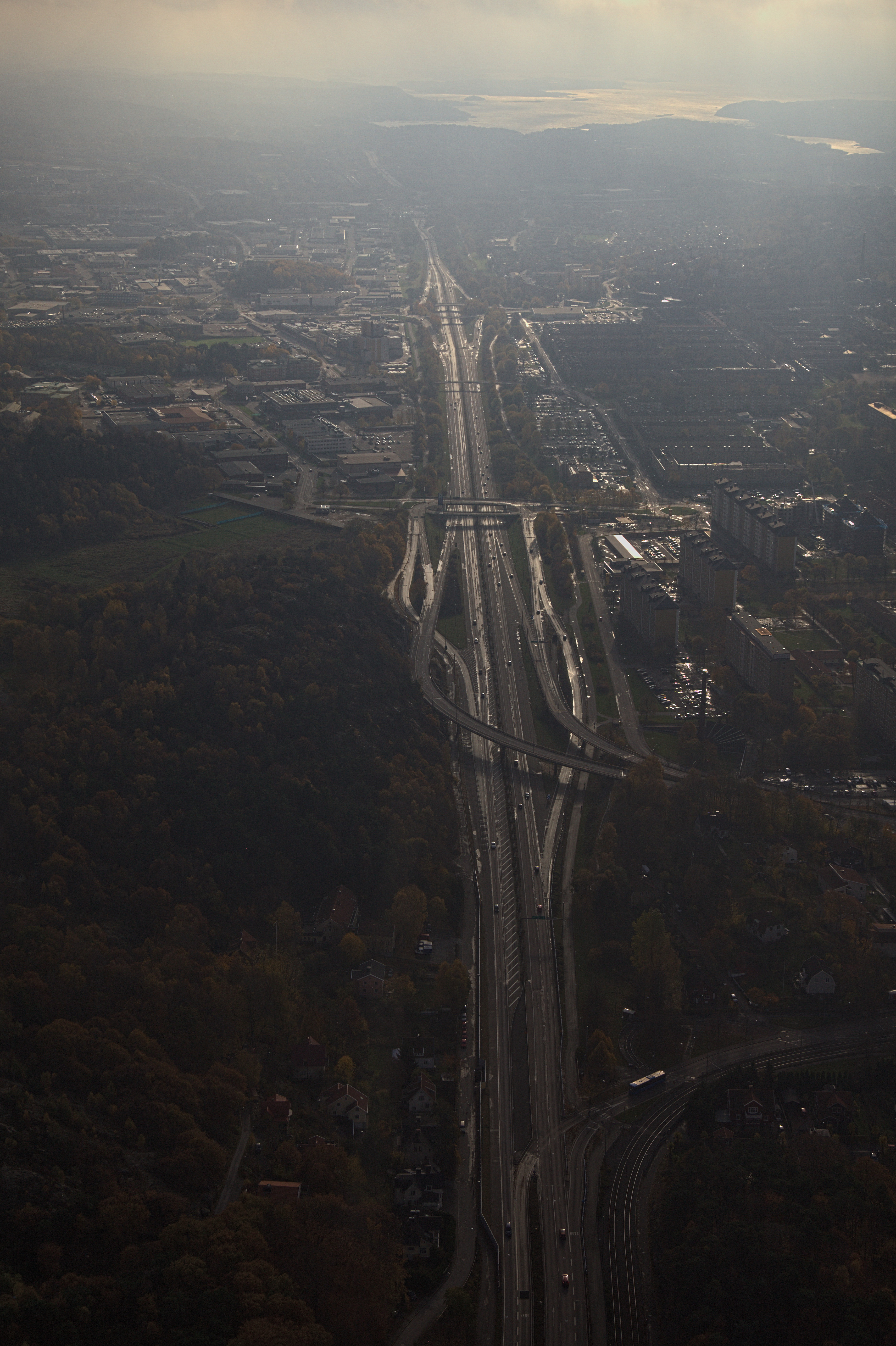
Helikopterbild över Dag Hammarskjöldsleden mot söder.

Dag Hammarskjöldsleden är en trafikled i Göteborg mellan Linnéplatsen och Västerleden/Söderleden (E6.20). Längd 5 km. Den ansluter även till Högsboleden.

## Historia
Beslutet om att bygga ut Dag Hammarskjölds Väg på sträckan Frölundaborg-Marconigatan, togs den 12 maj 1966. Kostnaden på 34,68 miljoner skulle i huvudsak bekostas av staten. Leden namngavs 1968. Tidigare hette vägen sedan 1961 Dag Hammarskjölds Väg. Vägen namngavs till minne av generalsekreteraren i FN Dag Hammarskjöld som dog i en flygolycka i Afrika 1961. Strax efter hans död beslöt stadsfullmäktige om namnet efter en motion av Stig Gunne.
Förr räknades leden som en officiell del av länsväg 158, och leden räknades också som motorväg. Under 1990-talet överfördes den helt till kommunal regi och förlorade sin status som länsväg. Kommunen fick den också att sluta räknas som motorväg, eftersom man vill undvika stadsmotorvägar. Hastighetsbegränsningen är numera 80 km/h från Flatåsmotet till Radiomotet, medan det norr om Flatåsmotet är 60 km/h, ett trafikljus byggdes där för att möjliggöra bussar att använda leden från hållplatsen Marklandsgatan.
I flera bilkartor markeras den fortfarande som motorväg. Alla motorvägsskyltar är borta förutom att några gröna vägvisningsskyltar finns kvar.
Annedalsmotet, inklusive gångbron mellan Änggården och Slottsskogen, öppnades för trafik den 30 september 1961 klockan 10. Motet hade då kostat 18 miljoner kronor, och arbetena hade påbörjats 1959 då Fågeldammen i Slottsskogen flyttades in i parken. Under arbetets gång hade en provisorisk väg varit öppen fram till Linnéplatsen med endast en fil i vardera riktning.

## Trafikplatser
|                             | Nr | Namn               | Skyltning                                       |
| --------------------------- | -- | ------------------ | ----------------------------------------------- |
|                             |    |                    |                                                 |
| Fyrfilig väg med mittremsa. |    |                    |                                                 |
|                             |    | Annedalsmotet      | Mölndal (Guldheden, Sahlgrenska)                |
|                             |    | Margretebergsmotet | Högsbohöjd, Änggården, Slottsskogen, Botaniska  |
|                             |    | Flatåsmotet        | Hisingen, Högsbohöjd (Högsboleden)              |
|                             |    | Marconimotet       | Frölunda torg, Högsbo ind.omr                   |
|                             |    | Radiomotet         | Högsbo ind.omr (end. till/från norr)            |
|                             |    | trafikljus         | Bensinstation                                   |
|                             |    | Järnbrottsmotet    | E6.20 Malmö Mölndal, Centrum Hisingen, 158 Särö |